# پاراروزانیلین
پاراروزانیلین (به انگلیسی: Pararosaniline) با فرمول شیمیایی C۱۹H۱۸ClN۳ یک ترکیب شیمیایی با شناسه پاب‌کم ۱۱۲۹۲ است. که جرم مولی آن ۳۲۳٫۸۲ g/mol می‌باشد. شکل ظاهری این ترکیب، بلورهای جامد سبز است.